# Alien (canción de Sabrina Carpenter y Jonas Blue)
«Alien» es una canción de la cantante estadounidense Sabrina Carpenter junto con la colaboración del músico británico Jonas Blue. Ambos escribieron la canción dance-pop (que muestra el sample de "Think (About It)" de Lyn Collins) con la cantante británica Janee Bennett, y se convirtió en el primera canción número uno de Carpenter y la tercera en la lista de Billboard Dance Club Songs, alcanzando el primer lugar el 14 de julio de 2018.

## Antecedentes y Grabación
La idea de la canción surgió durante una reunión de fin de semana en Londres entre los dos artistas. Según Sabrina, ella describe lo que es perderse en los sentimientos de alguien y lo alienante que puede ser, de ahí el título de la canción.

## Vídeo Musical
El vídeo musical fue lanzado el 29 de april por Vevo en la cuenta de Carpenter.
| Digital download |         |          |  |
| N.º              | Título  | Duración |  |
| 1.               | «Alien» | 2:54     |  |

| Digital download – M-22 Remix |                      |          |  |
| N.º                           | Título               | Duración |  |
| 1.                            | «Alien» (M-22 Remix) | 3:25     |  |

| Digital download – Dark Heart Remix |                            |          |  |
| N.º                                 | Título                     | Duración |  |
| 1.                                  | «Alien» (Dark Heart Remix) | 3:29     |  |

| Digital download – acoustic version |                    |          |  |
| N.º                                 | Título             | Duración |  |
| 1.                                  | «Alien» (Acoustic) | 3:24     |  |

## Posicionamiento en listas
| Listas (2018)                         | Mejor posición |
| ------------------------------------- | -------------- |
| US Dance/Electronic songs (Billboard) | 12             |
| US Dance Club Songs (Billboard)       | 1              |

## Historial de lanzamientos
| Región | Fecha               | Formato          | Discográfica |
| ------ | ------------------- | ---------------- | ------------ |
|        | 18 de marzo de 2018 | Descarga digital | Hollywood    |